# Palma le Vieux
Pour les articles homonymes, voir Palma.
Palma le Vieux (ou Palma l'Ancien), en italien Palma il Vecchio, est le nom donné par les historiens de l'art à Jacomo Nigretti de Lavalle (Serina, vers 1480 - Venise 30 juillet 1528), peintre italien de l'école vénitienne de la Haute Renaissance, pour ne pas le confondre avec un de ses petits-neveux dit Palma le Jeune qui fut l'élève du Titien.

## Biographie

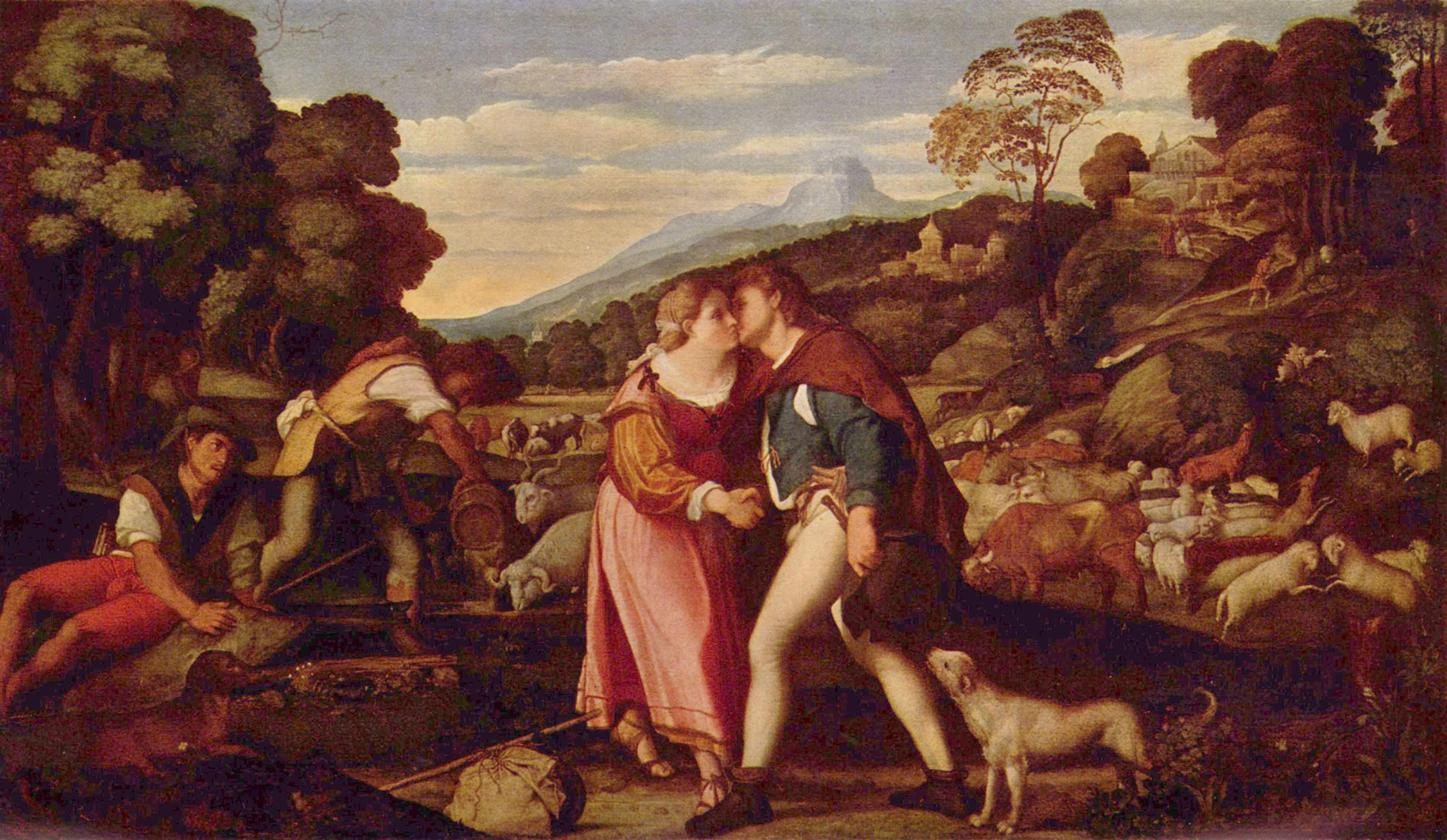
Jacob et Rachel (1520-1525), Gemäldegalerie, Dresde.

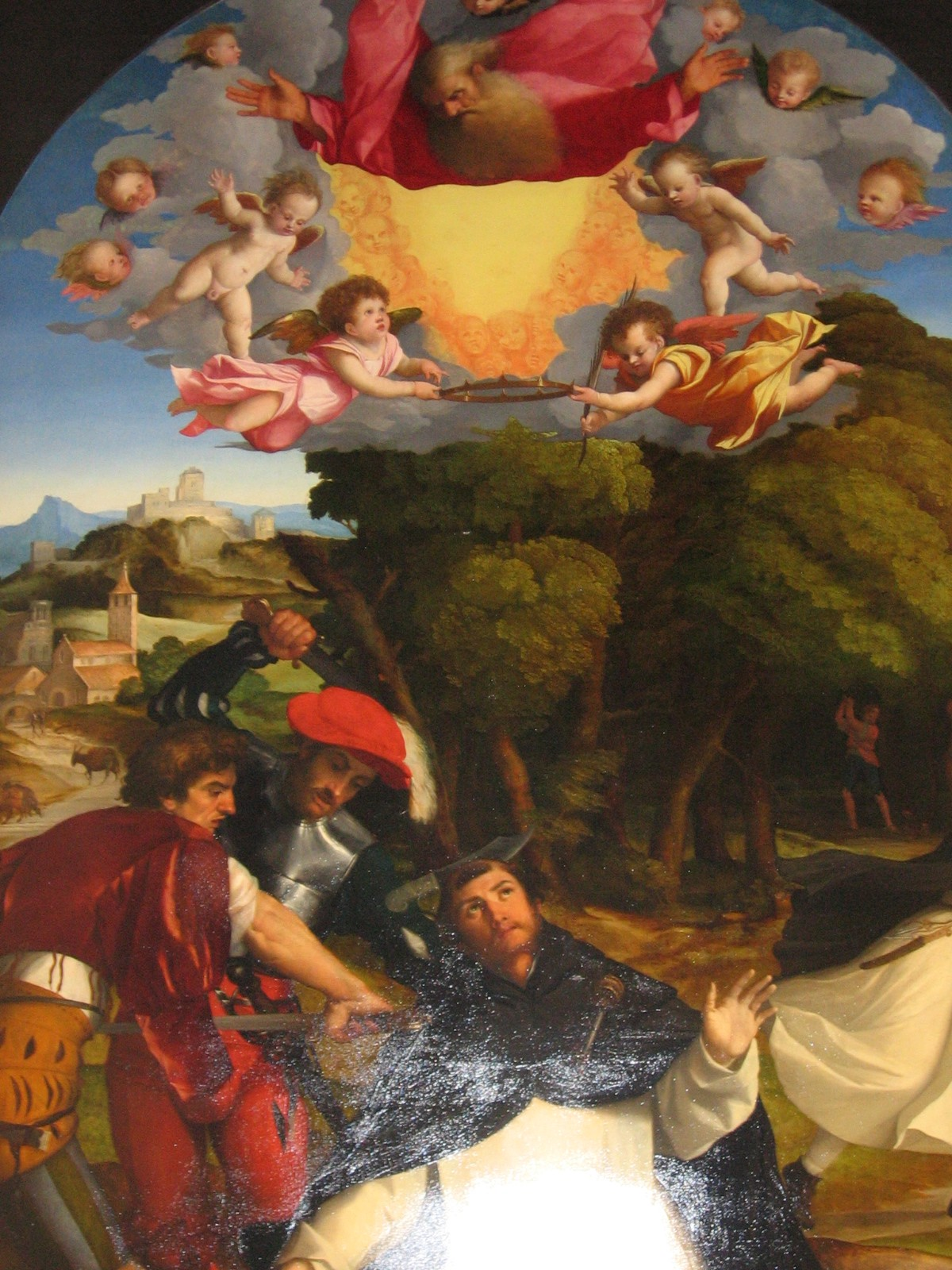
Le Martyre de saint Pierre, Bergame.

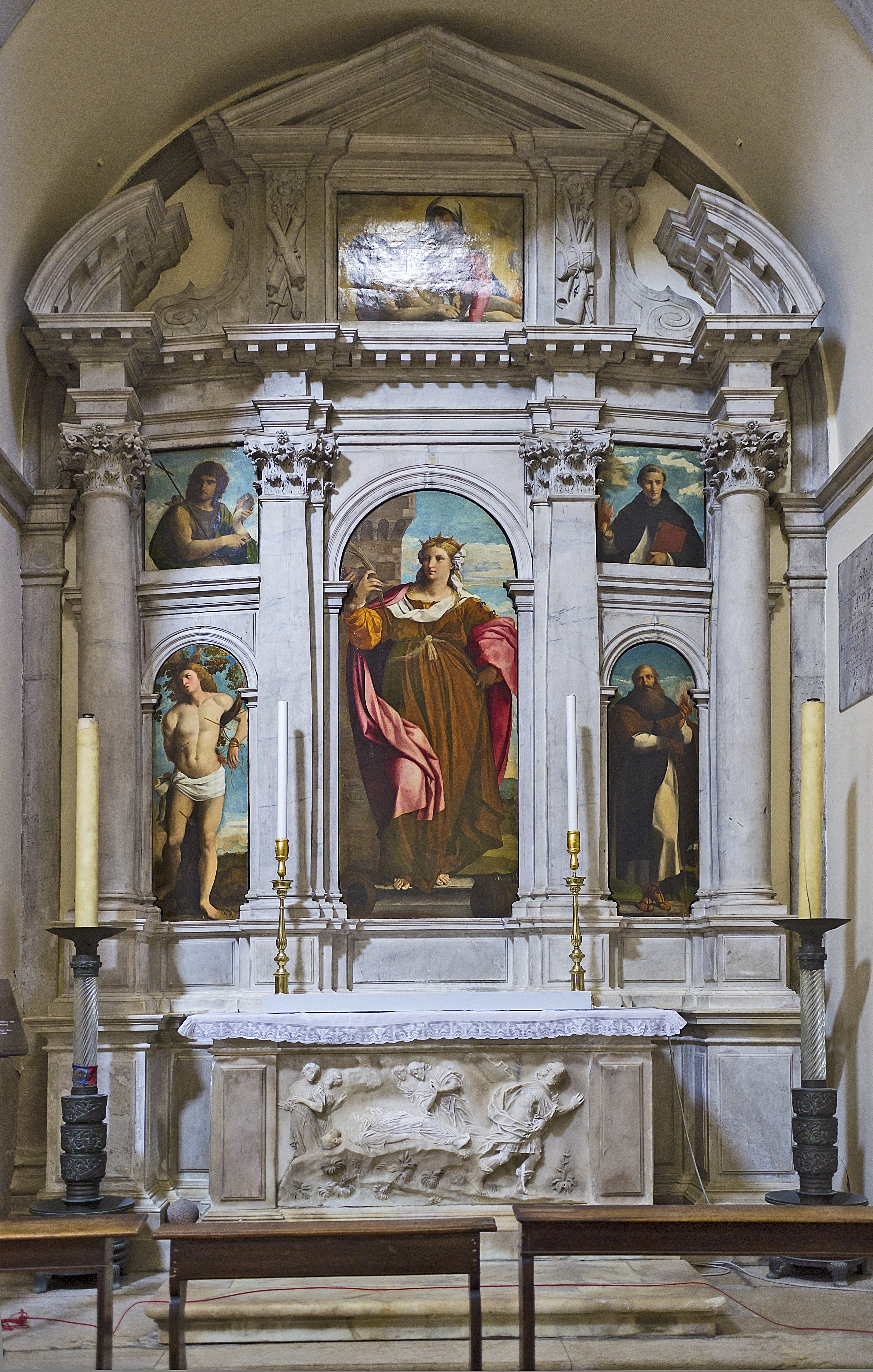
Polyptyque dans l'église Santa Maria Formosa à Venise.

Il nait à Serina près de Bergame, une dépendance de la république de Venise, mais sa carrière connue se déroule à Venise ou à proximité. Son vrai nom est Jacomo Nigretti de Lavalle ; il est le fils d'Antonio appelé Tonolo. Giorgio Vasari l'appelle Il Palma. Nigretto (Negretto) est le surnom de Comino de Lavalle, arrière-grand-père de Palma, fils d'un Giovanni dit Nigro (Nègre) de la famille Ruggeri. De la Valle n'est pas vraiment un nom de famille, mais indique le quartier où la famille a vécu ou habité à Serina.
Issu d'une famille très modeste de bergers, comme nombre de ses concitoyens, il reste peu à Serina, quitte la région de Bergame et vient s'établir à Venise qui représente à cette époque le pivot artistique et économique de l'Italie du Nord où il apparait pour la première fois en 1510 comme témoin dans un acte notarié, mais où il était probablement déjà depuis un certain temps. Il est peut-être l'apprenti d'Andrea Previtali, également originaire de Bergame, et qui y revint en 1511.
Les premières œuvres de Palma montrent l'influence de Giovanni Bellini, le maître de Previtali et alors le « doyen » de la peinture vénitienne, mais Palma suit le nouveau style et les nouveaux sujets définis par Giorgione et Titien. Après la mort de Bellini et de Giorgione, et l'éloignement de Venise de Sebastiano del Piombo, Lorenzo Lotto et Previtali, Palma se retrouve rapidement, après Le Titien, le peintre phare de la cité, très demandé jusqu'à sa mort prématurée à l'âge de 48 (selon  Vasari ; sa date de naissance est calculée à partir de celle-ci).
Sa manière de peindre est apprise des maîtres vénitiens de la fin du XVe siècle, notamment de Vittore Carpaccio et Giovanni Bellini d'abord, puis de Giorgione ; il fréquente Le Titien, qui tombe amoureux de sa fille Violante, et travaille assidûment pour des commandes qui ne manquent jamais.
Ami et concurrent de Lorenzo Lotto, il recherche la complaisance de riches mécènes qui peuvent lui permettre de produire une grande quantité de tableaux, dont beaucoup ne lui ont probablement pas été attribués (Vasari cite deux œuvres et mentionne un chef-d'œuvre actuellement et habituellement attribué à Giorgione, tandis que Giovanni Battista Cavalcaselle, Roberto Longhi, Gaetano Milanesi et d'autres l'attribuent à Palma le Vieux).
Dans les années 1512-1514, il exécute pour la Scuola di Santa Maria Maggiore, adjacente au monastère du même nom, une Assomption aérienne et tranquille.
Son chef-d'œuvre est le polyptyque peint en 1522-1524, pour la Scuola dei Bombardieri à Santa Maria in Formosa, mais son œuvre est plutôt liée à l'atmosphère intime des tableaux de dévotion privée dont le cadre est un paysage vaste et harmonieux.
Il peint les nouvelles mythologies pastorales et les portraits en buste, souvent de beautés idéalisées qui, alors comme aujourd'hui, étaient suspectées d'être des portraits des célèbres courtisanes de Venise. Les peintures de sujets mythologiques (Vénus et Cupidon, Cambridge) sont des ouvrages de jeunesse réalisées avant qu'il ne se tourne vers le sujet sacré, à la fois avec des retables et avec ses célèbres Conversation sacrée(la Vierge à l'Enfant avec un groupe de saints et peut-être des donateurs) qu'il développe sous une forme horizontale sur fond de paysage. Ces Conversations Sacrées sont principalement commises pour des particuliers ou des organismes religieux. Cela est évident dans les œuvres elles-mêmes : lorsque la demande émane d'un prieur ou d'un évêque, Palma peint d'une manière purement vénitienne, avec un fond typique de Bellini et la prééminence marquée de la Sainte Famille, tandis qu'au client privé, il donne l'ascension à la divinité, l'intimité au divin, avec une linéarité des contours et un réalisme plus proche de Lotto. Au musée de Capodimonte à Naples, une Conversation sacrée avec les donateurs non seulement rapproche les plans entre la Sainte Famille et le client, mais tous les personnages, à l'exception de la Vierge, appellent les spectateurs à regarder celui qui a commandé l’œuvre, avec la bénédiction de l’Enfant Jésus. L'Assomption de la Vierge conservée aux galeries de l'Académie de Venise est une œuvre admirable pour le calme de tous les personnages et l'atmosphère baignée d'une lumière dorée animée par le rouge intense des vêtements de certains personnages, repris quelques années plus tard par Le Titien avec une autre intention et un mouvement complètement différent. Dans d'autres groupes laïques, quelque chose semble se produire entre les personnages, mais sans que cela soit explicite. Toutes ces peinture sont commandés par de riches Vénitiens pour leurs maisons.
Il peint également des retables verticaux traditionnels pour des églises de Venise et alentours, ou des territoires vénitiens sur le continent. Cependant, il est chargé de peindre un maître-autel à Venise qu'en 1525, pour l'église Sant'Elena (maintenant à la Pinacothèque de Brera, à Milan). Il a rapidement absorbé les influences d'autres régions d'Italie, copiant parfois des poses de Michel-Ange et étant influencé par l'Italie centrale des années 1515-1520.
Deux faits témoignent qu'il est un peintre confirmé à l'époque : il ne reste de lui qu'une œuvre signée, une Madone conservée à Berlin (ce qui laisse penser que son art était plus que connu) et Vasari le complimente, allant jusqu'à dire « que Léonard de Vinci et Michelangelo Buonarroti eux-mêmes n'auraient pas mieux  fait ».
Il a eu un atelier dont on sait peu de choses, et a peut-être enseigné à Bonifazio Veronese, qu'il a certainement influencé, tout comme Giovanni Cariani.

## Style
Ses premiers retables rappellent beaucoup Bellini, mais il adopte vite le style de Titien dans ses madones. Il excelle dans les portraits de femmes opulentes : déploiement de carnation crémeuse, blondes chevelures frisées, traits idéalisés, riches brocarts contrastants avec la chemise de batiste blanche.
Le catalogue de ses œuvres s'est quelque peu enrichi au cours des dernières décennies, à mesure que de nouvelles lui ont été attribuées, retirées à Giorgione et au Titien. Sa « pure capacité picturale » dans la manipulation de la peinture et de la couleur est extrêmement fine.

« Il se convertit de plus en plus au style du Titien en stéréotypant quelque peu la formule de la « zone chromatique ». Il aboutissait ainsi à une sorte de « découpage de la couleur » pour reprendre l'expression de l'historien d'art Roberto Longhi. Il en résultait une certaine fermeté des images qui même dans la représentation d'évènements dramatiques conservaient un aspect pacifique et serein. »

— Gregori, Le Musée des Offices et le Palais Pitti.
L'œuvre de maturité de Palma des années 1520 montre « un style de la Haute Renaissance, caractérisé par sa maîtrise du contrapposto, l'enrichissement de sa palette haute en couleur, et le développement d'un répertoire digne et diversifié de types humains idéaux dans des compositions conservatrices. Ces qualités ont dominé son travail à l'exclusion du clair-obscur dramatique, de l'expérimentation spatiale, de l'expressionnisme et de la composition innovante. » La critique est plutôt divisée quant à savoir si son art continuait à se développer peu de temps avant sa mort subite, ou avait perdu en énergie et en direction. SJ Freedberg considère sa carrière comme oscillant entre les influences du Titien et d'autres tendances du nord et du centre de l'Italie, dont le maniérisme.
Au début du XXe siècle le portrait d'une femme tenant une longue mèche de cheveux blonds a été retrouvé dans un bunker nazi. L'image rappelle l'attitude de la Vénus de la maison De' Mezzan à Feltre de Morto da Feltre et met en évidence une relation culturelle étroite entre Palma et Morto après le retour du second dans sa ville, Feltre, et son séjour à Venise où il a travaillé au Fontego dei Tedeschi avec Giorgione.

## Œuvres
Ses peintures présentent fréquemment sa (soi-disant) fille Violante, dont Titien aurait été amoureux. Les œuvres célèbres de Palma comprennent une composition de six peintures dans l'église Santa Maria Formosa, avec sainte Barbe au centre, sous le Christ mort, et à droite et à gauche SS. Dominique, Sébastien, Jean-Baptiste et Antoine. Une seconde œuvre se trouve dans la Gemäldegalerie Alte Meister de Dresde, représentant trois sœurs assises en plein air, fréquemment nommée Les Trois Grâces. Une troisième œuvre, découverte à Venise en 1900, est un portrait censé représenter Violante.
Les autres exemples marquants de son art sont : la Cène à la National Gallery for Foreign Art ; une Madone, dans l'église Santo Stefano à Vicence ; L'Épiphanie(Pinacothèque de Brera, Milan) ; La Sainte Famille avec un jeune berger (Musée du Louvre, Paris), La Sainte Famille avec sainte Catherine, saint Jean et donateur et autoportrait (Palais Blanc, Belgrade), Saint Etienne et autres saints, le Christ et la veuve de Naïn et L'Assomption de la Vierge, (Galeries de l'Académie de Venise), Dame au luth (Château d'Alnwick, Angleterre) et Christ à Emmaüs (Palais Pitti).
On s'est récemment rendu compte que Titien avait achevé une conversation sacrée de Palma, probablement après sa mort, tout comme il l'avait probablement fait pour Giorgione. Il a repeint deux des personnages et a apporté des modifications à l'arrière-plan. Elle est maintenant dans les Galeries de l'Académie de Venise.

## Liste d'œuvres
- La Vierge, l'Enfant Jésus, Saint Pierre, Saint Jérôme et un donateur (1508-1510) au Musée Condé, Chantilly
- La Vierge, l'Enfant Jésus, et autres saints 1512 Chapelle de Sant’Atanasio église de San Zaccaria Venise
- Jeune Femme de profil, v. 1512, Kunsthistorisches Museum, Vienne
- Portrait d'homme, 1512-1515, huile sur toile, 93,5 × 72 cm, Musée de l'Ermitage, Saint-Pétersbourg[22]
- Portrait de femme, 1512-1514, huile sur bois transposée sur toile, 48 × 38 cm, Musée des beaux-arts de Lyon[2]
- L'Assomption de Marie, 1512-1514, huile sur panneau, 191 × 137 cm, Gallerie dell'Accademia de Venise. provient de la Scuola di Santa Maria Maggiore[8].
- La Résurrection de Lazare, 1514, peinture sur bois, 94 × 110 cm, Galerie des Offices, Florence[17]
- Portrait d’homme tenant une lettre et un gant , vers 1515-1525, Musée des beaux-arts de Bordeaux
- Nymphe dans un paysage (auparavant : Vénus au repos), v.1519, Gemäldegalerie Alte Meister, Dresde
- Polyptyque de sainte Barbe, 1522-1524, bois, 214 × 85 cm, église Santa Maria Formosa, Venise. provient du polyptyque réalisé pour la Scuola de Bombardieri[8]
- Vénus et l'Amour, 1524, huile sur toile, 118 × 209 cm, Fitzwilliam Museum, Cambridge[23]
- L'Adoration des bergers avec une donatrice, 1523-1525, toile, 140 × 210 cm, Musée du Louvre, Paris[24]
- Sainte Conversation avec portraits des donateurs, v. 1525, huile sur panneau, 134 × 200 cm, Musée Capodimonte, Naples[25]
- Judith avec la tête d'Holopherne, 1525, peinture sur bois, 90 × 71 cm Galerie des Offices, Florence[17]
- Diane et Callisto, v.1525, Kunsthistorisches Museum, Vienne
- L'Adoration des bergers, v.1526, huile sur toile, 118 × 168 cm, Musée du Prado, Madrid ;
- La Sainte Famille avec saint Jean-Baptiste et Catherine d'Alexandrie, 1527-1528, toile, 127 × 195 cm, Gallerie dell'Accademia de Venise[8]
- Palma il Vecchio a exécuté les portraits de Francesco Querini et de Paola Priuli commandés pour célébrer leur mariage le 23 avril 1528. Mais la mort subite du peintre le 30 juillet 1528, a laissé les deux portraits inachevés.
  - Francesco Querini, 1527-1528, huile sur bois, 89 × 73 cm, Fondation Querini Stampalia[26], Venise
  - Portrait de Paola Priuli, 1527-1528, huile sur bois, 88 × 72 cm[8], Pinacothèque de la Fondation Querini-Stampalia[26].

Non datées
- Saint Roch,
- Saint Sébastien,
- Sainte Conversation, huile sur bois, 105 × 136 cm, Gallerie dell'Accademia de Venise
- Les Trois Sœurs, Dresde.
- Sainte Famille avec les saints Jean et Marie Madeleine, huile sur bois, 87 × 117 cm, musée des Offices, Florence. Participation d'élèves de l'atelier[17].
- La Madone de la Ghiara, église Sant'Agostino de Reggio d'Émilie.

Palma le Vieux - Portraits
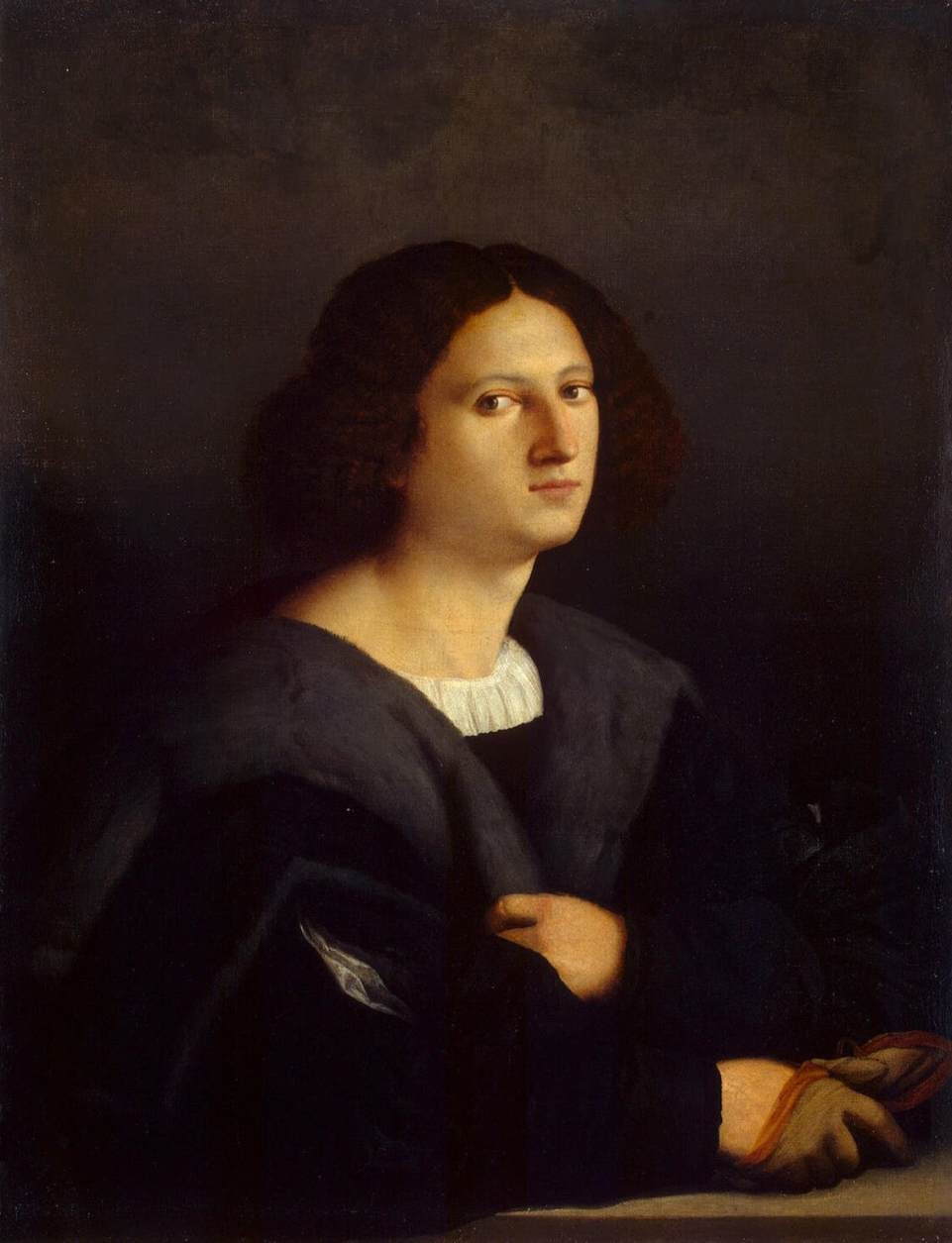
Portrait d’homme.
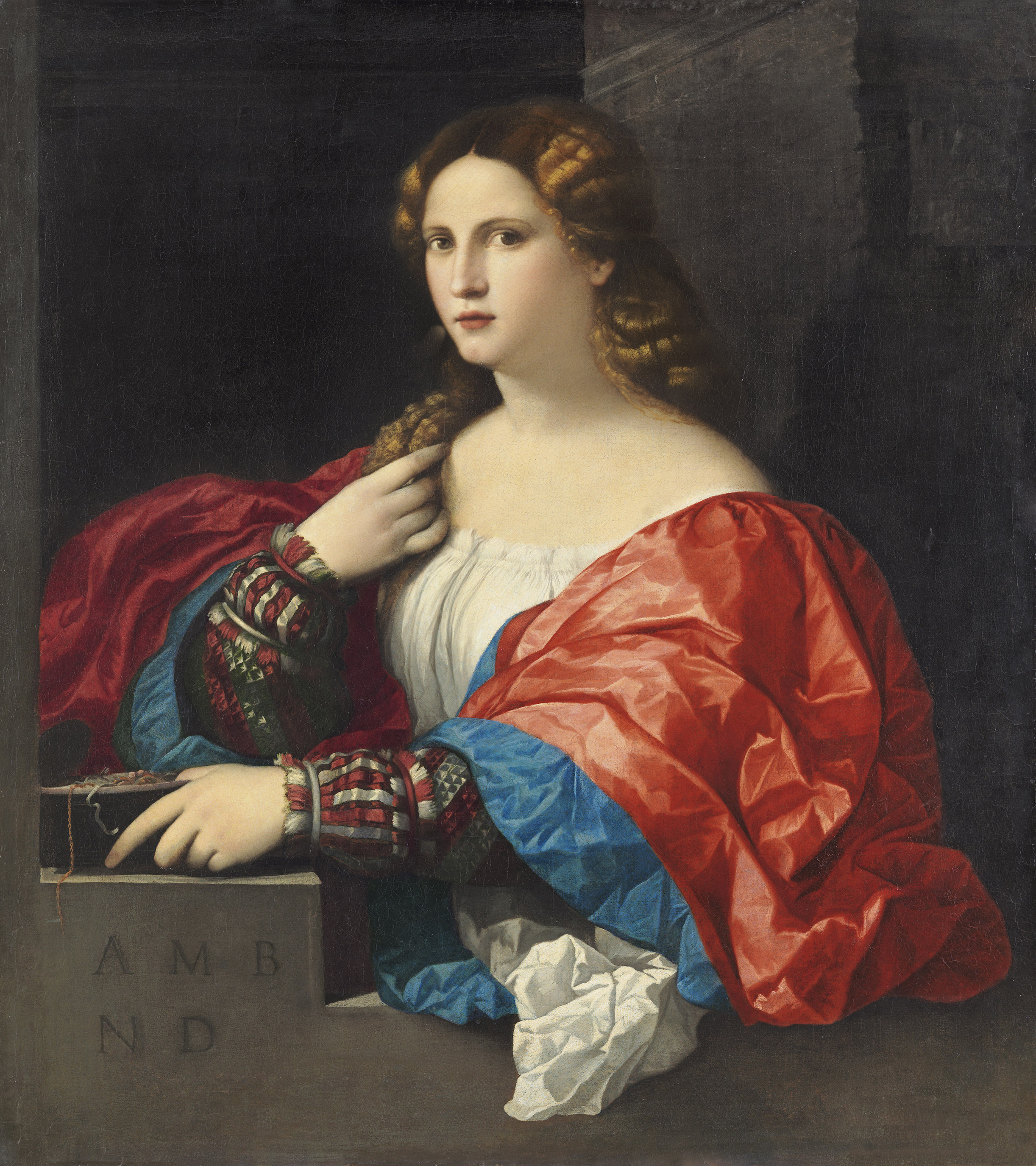
La Bella.
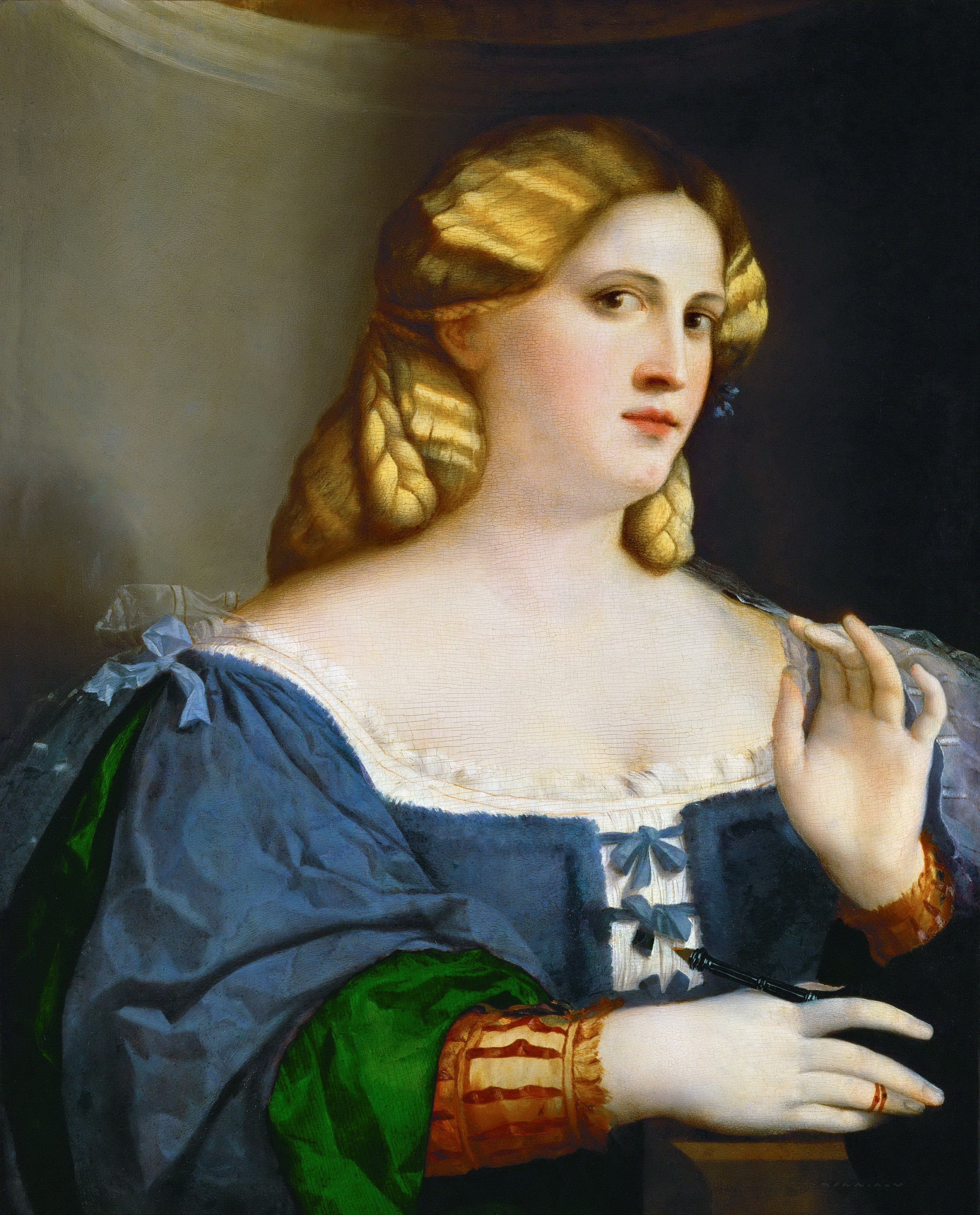
Femme blonde
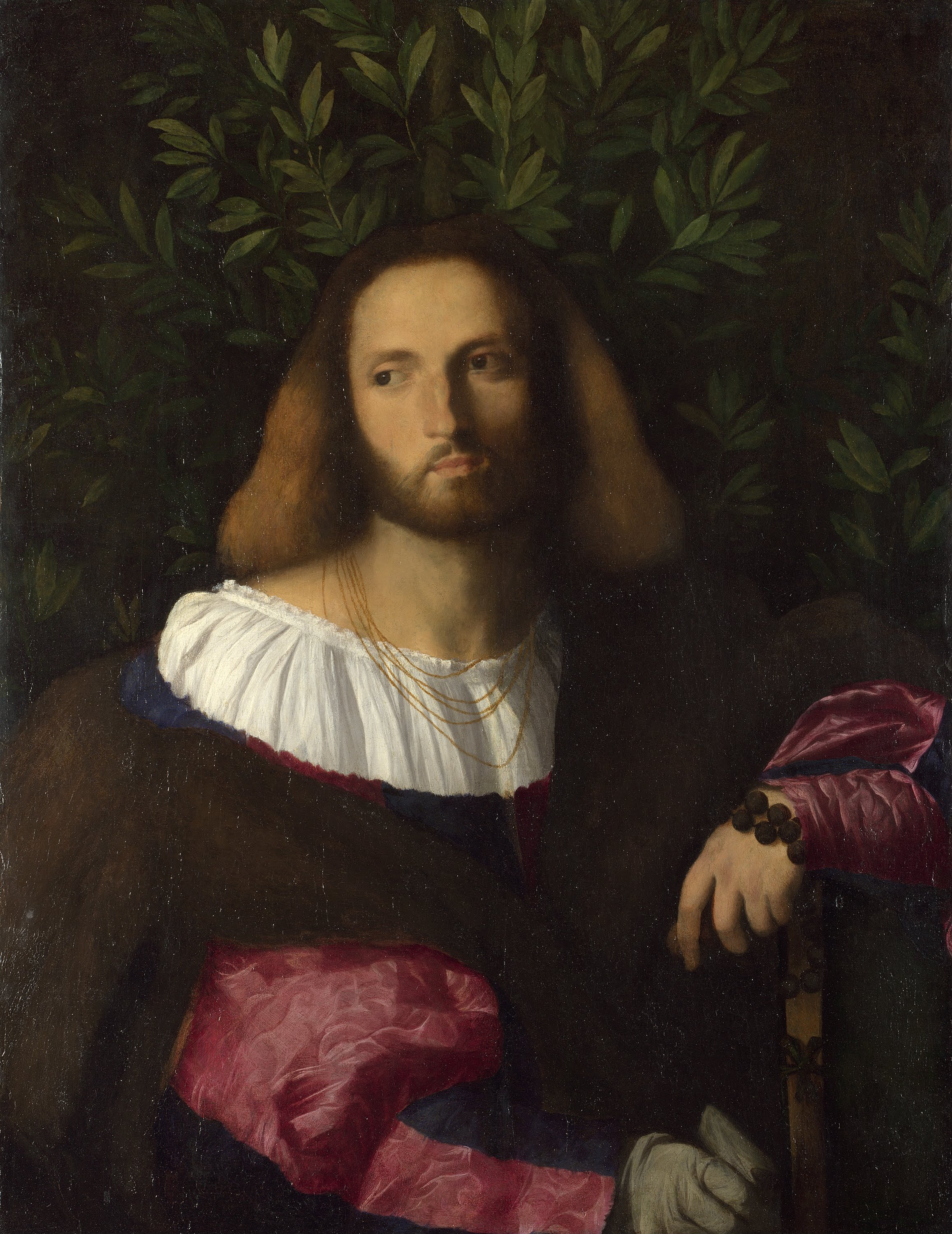
Portrait d'un poète.
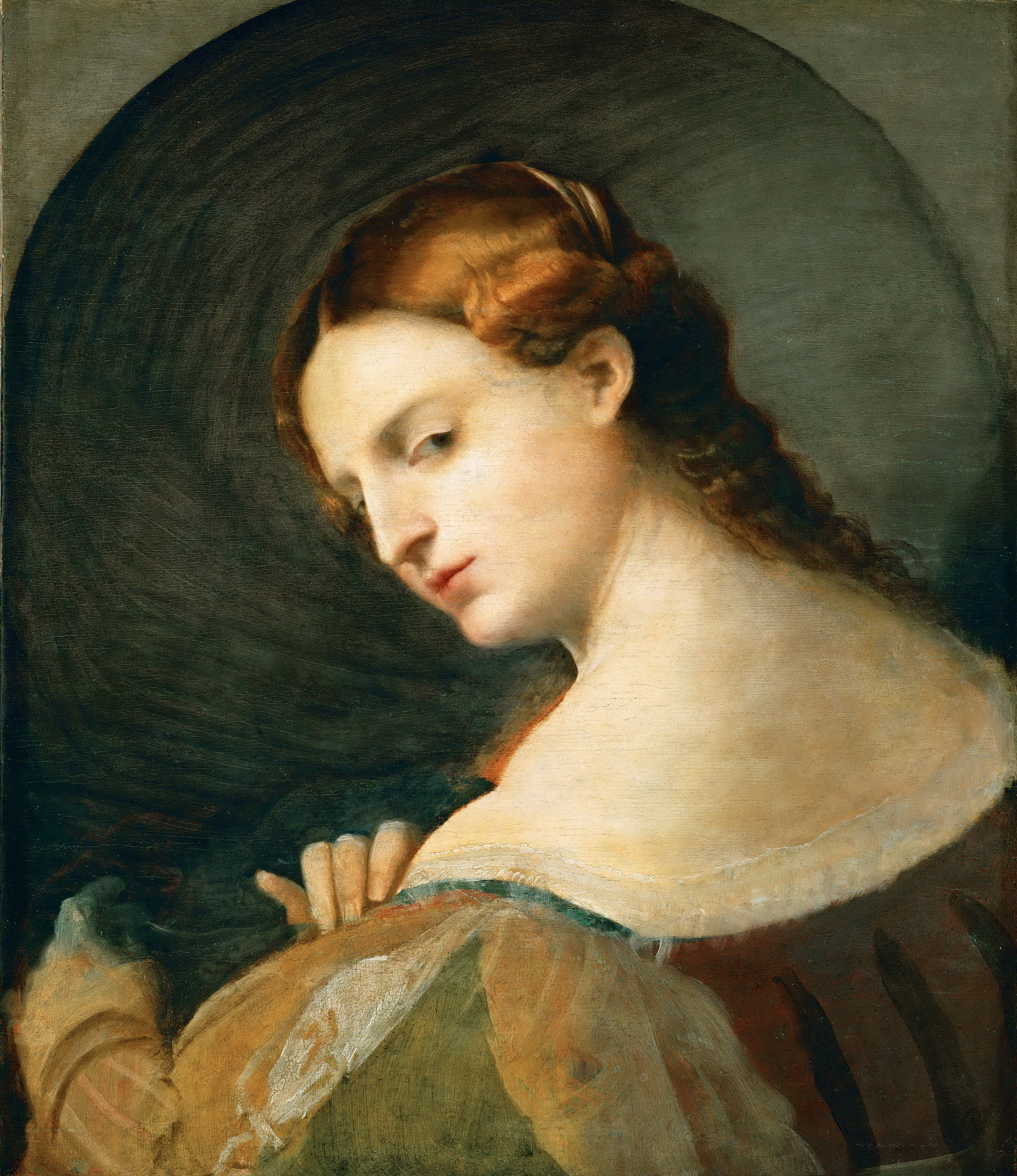
Jeune Femme de profil, v. 1512 Kunsthistorisches Museum.
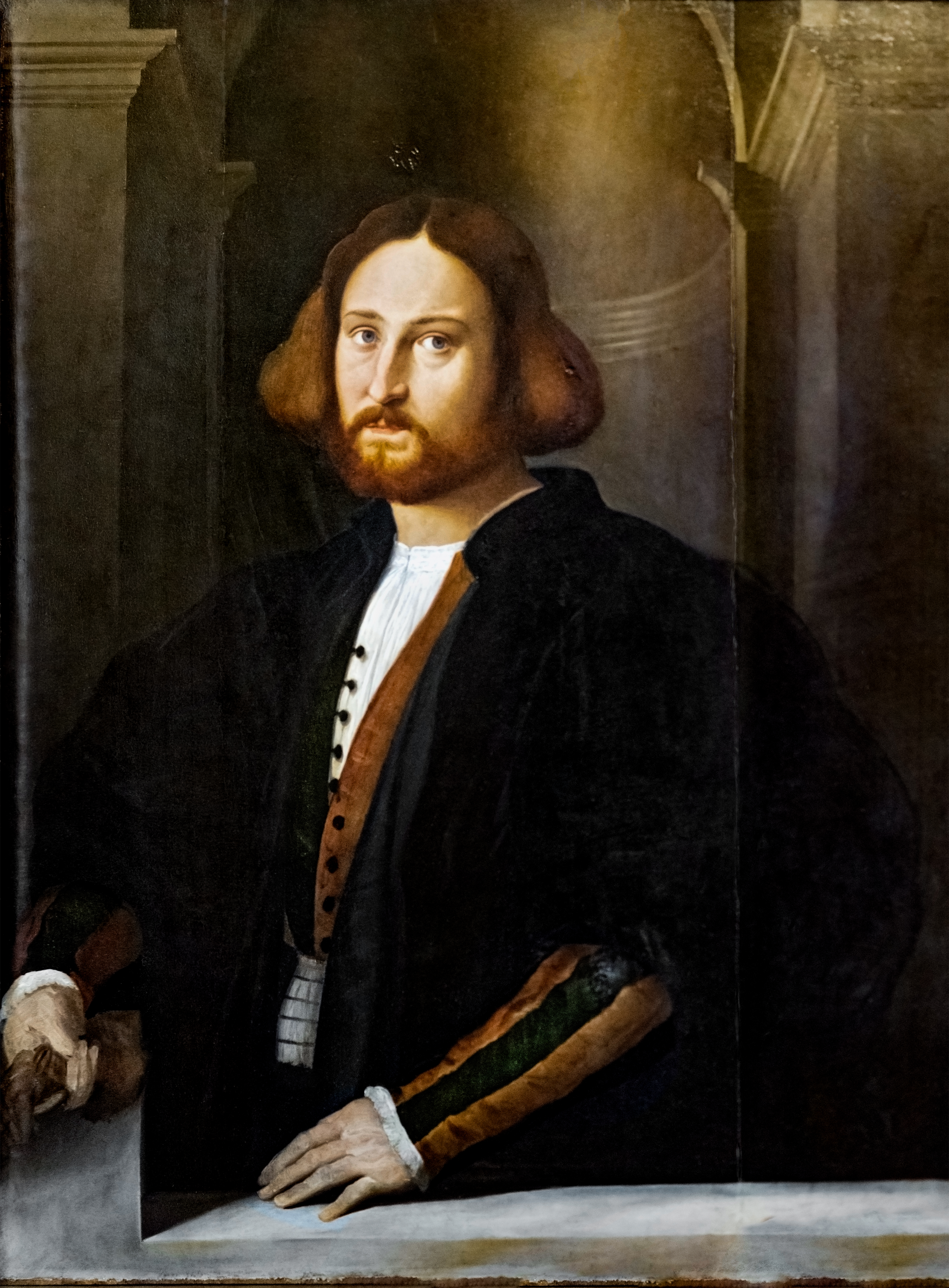
Francesco Querini, Pinacoteca Querini Stampalia.
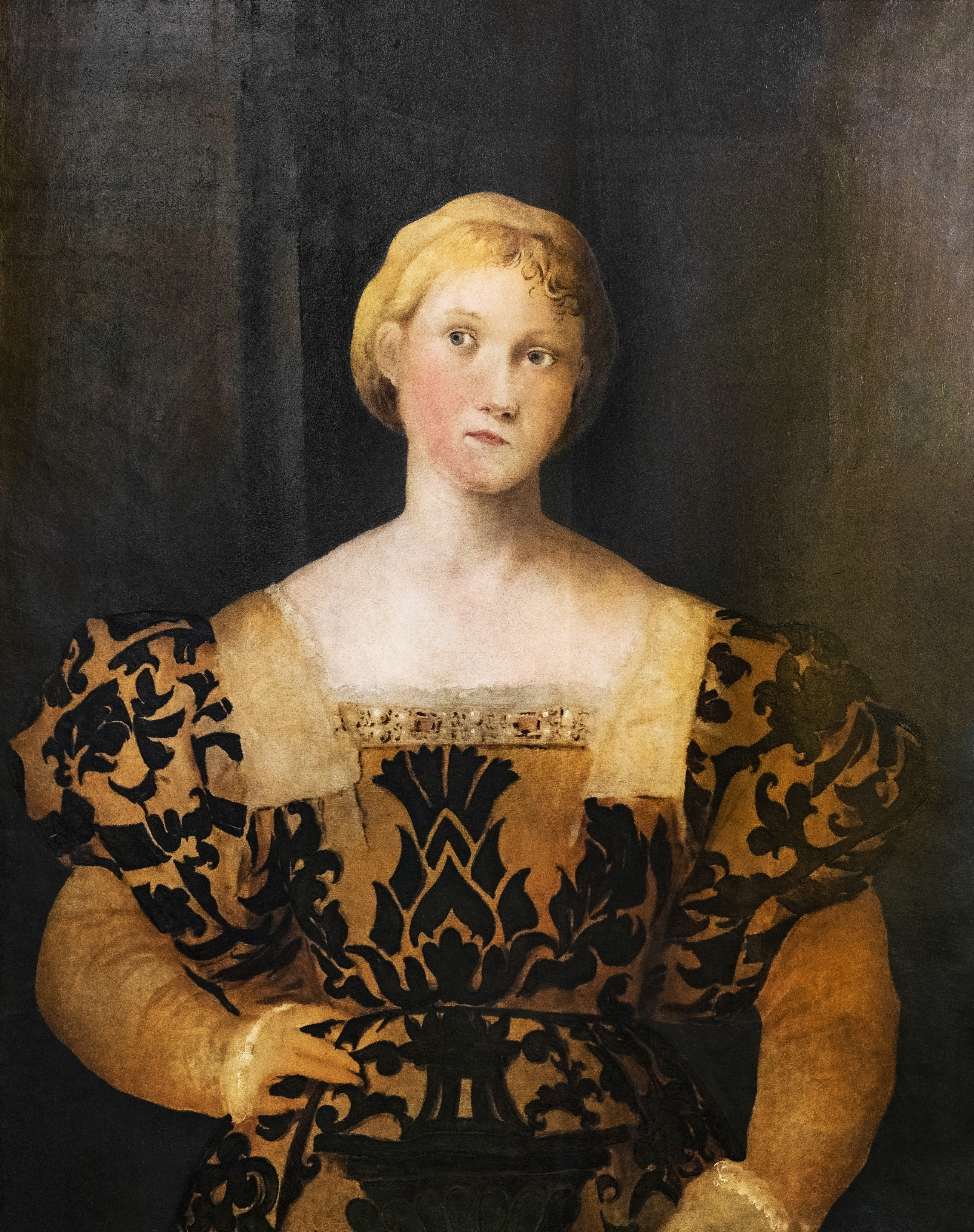
Paola Priuli, Pinacoteca Querini Stampalia.

Palma le Vieux - Scènes bibliques
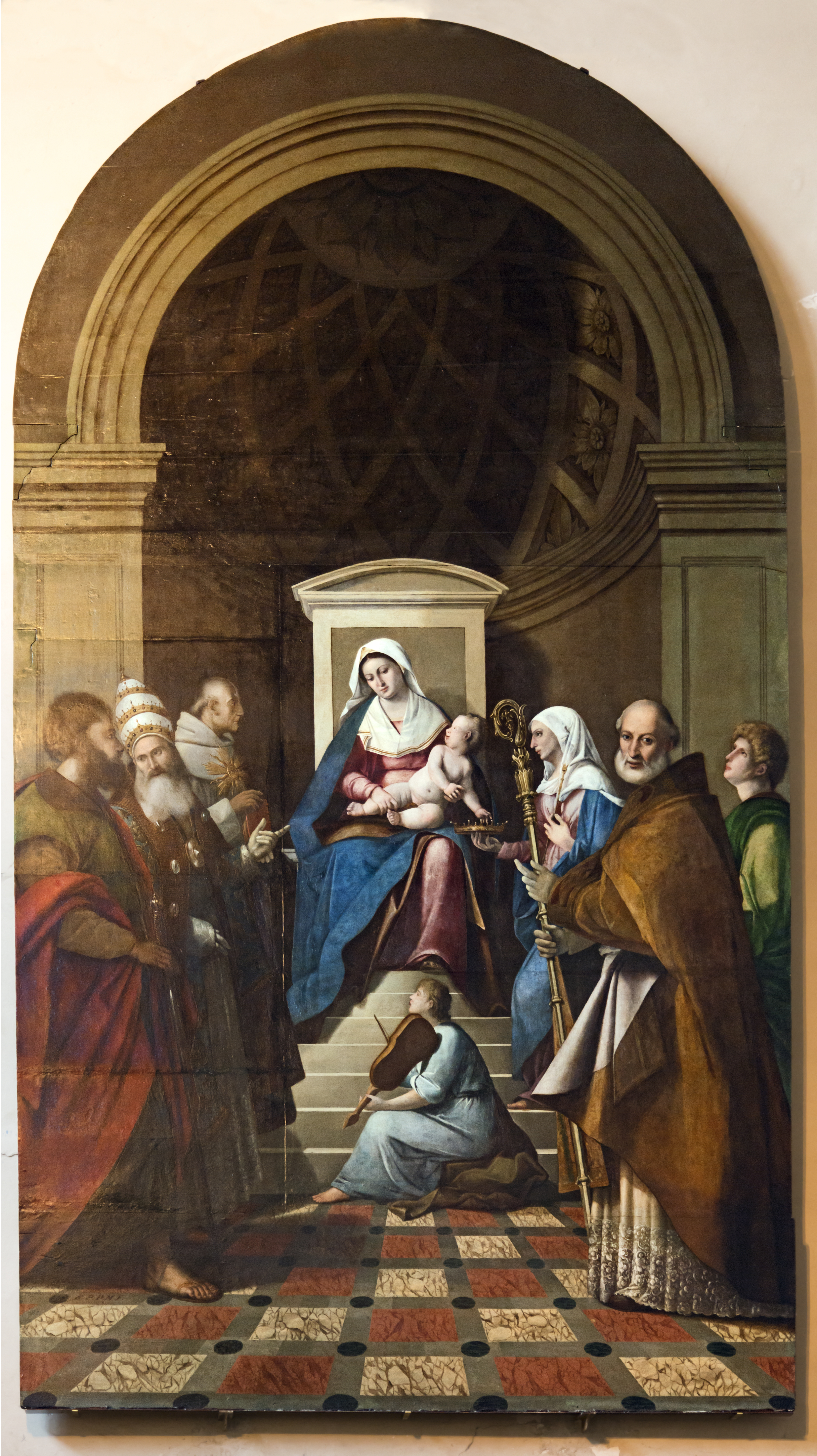
La Vierge, l'Enfant Jésus, et autres saints, 1512, église San Zaccaria, Venise.
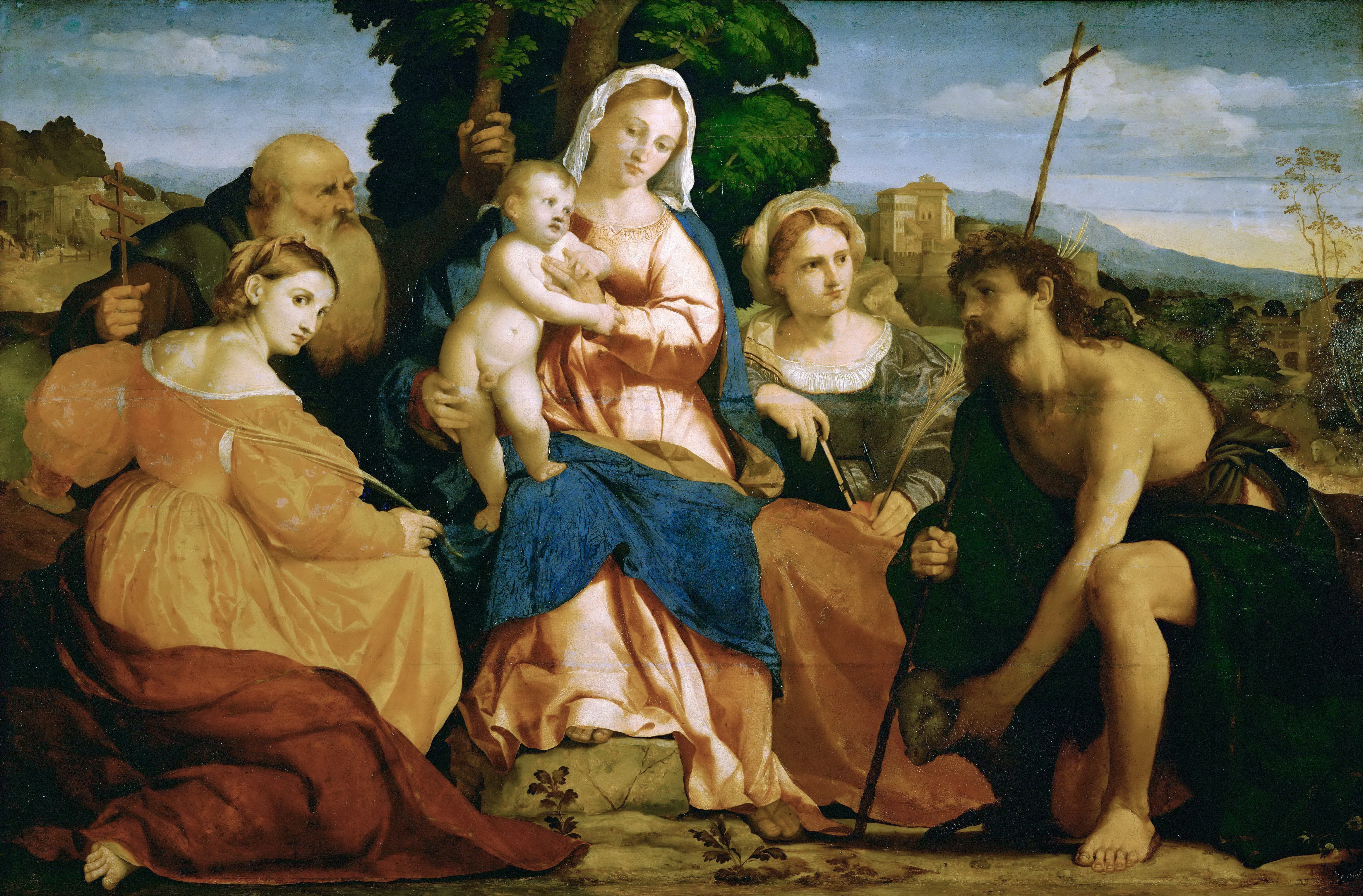
La Vierge, Sainte Catherine et Jean le Baptiste Kunsthistorisches Museum, Vienne.
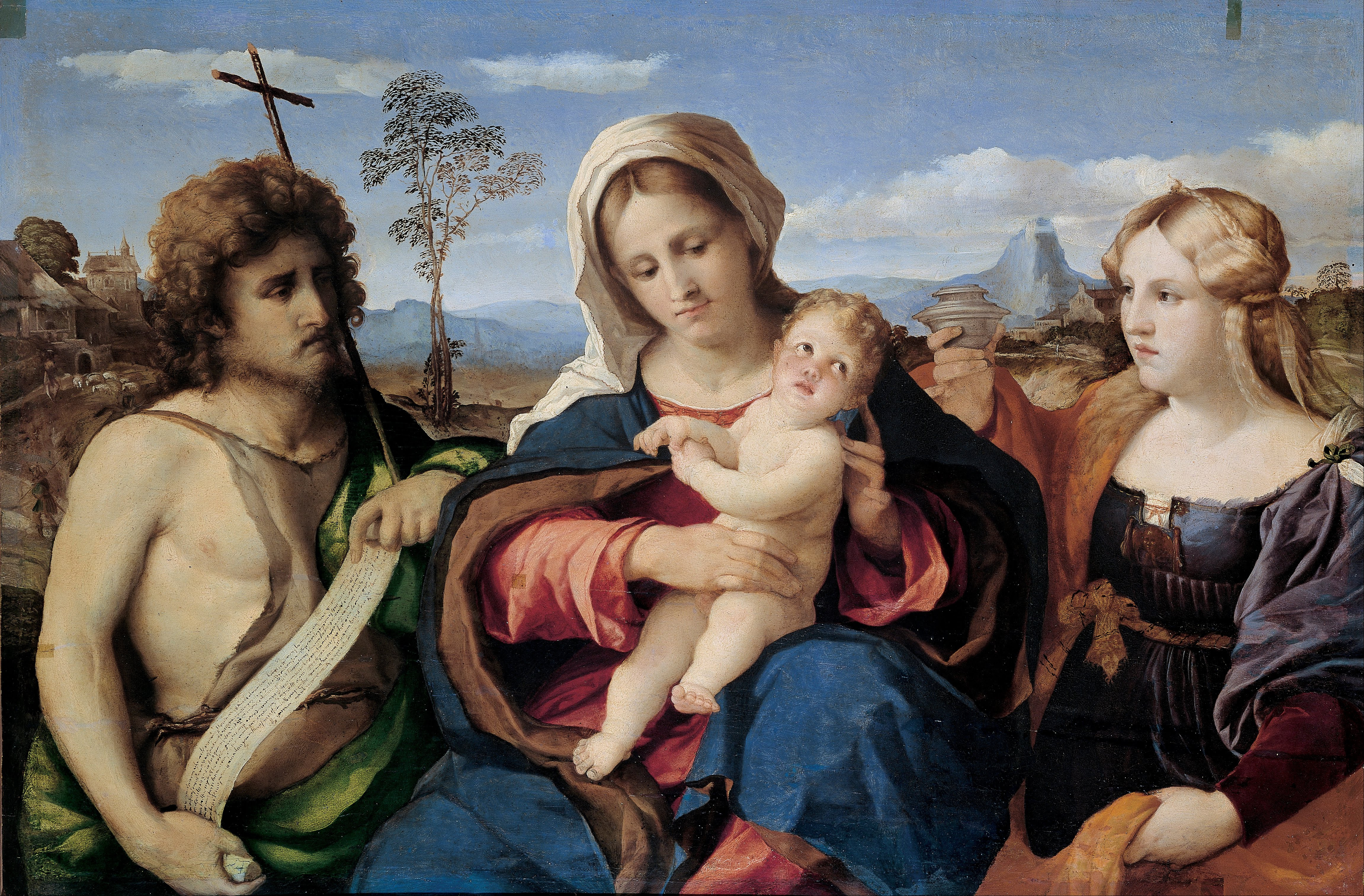
La Vierge à l'Enfant, Jean le Baptiste et Madeleine.
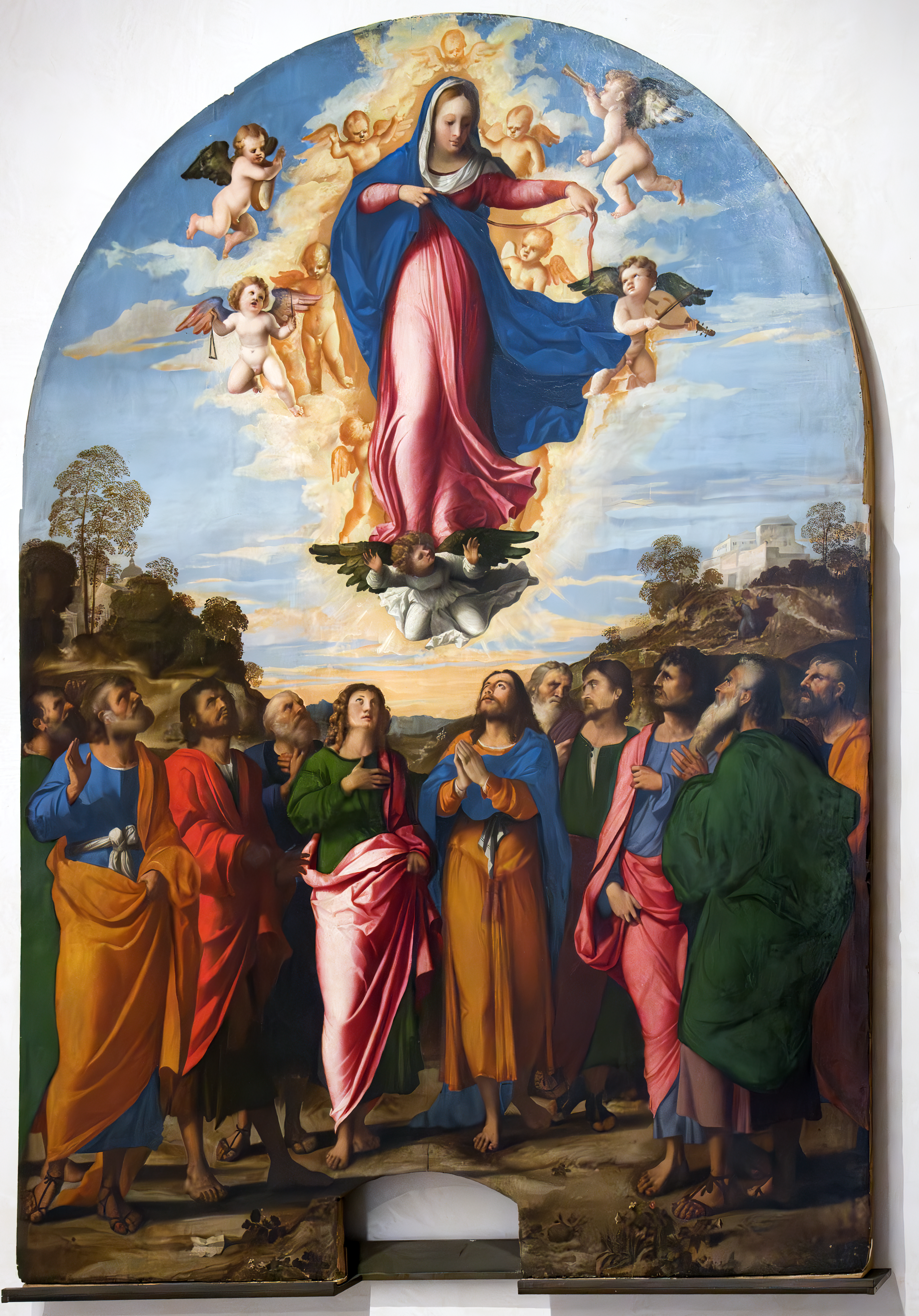
Assomption.
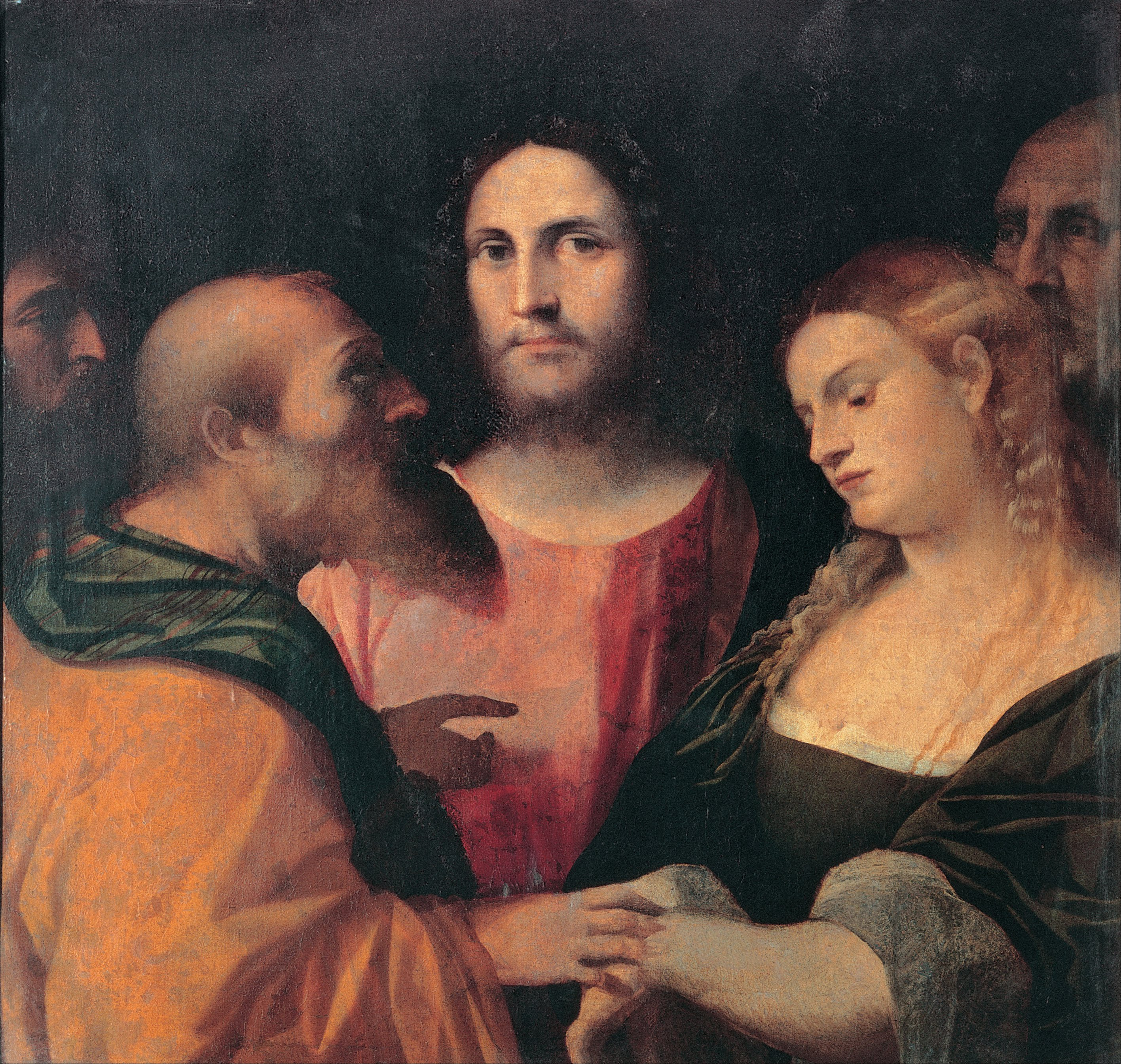
Jésus et la Femme adultère
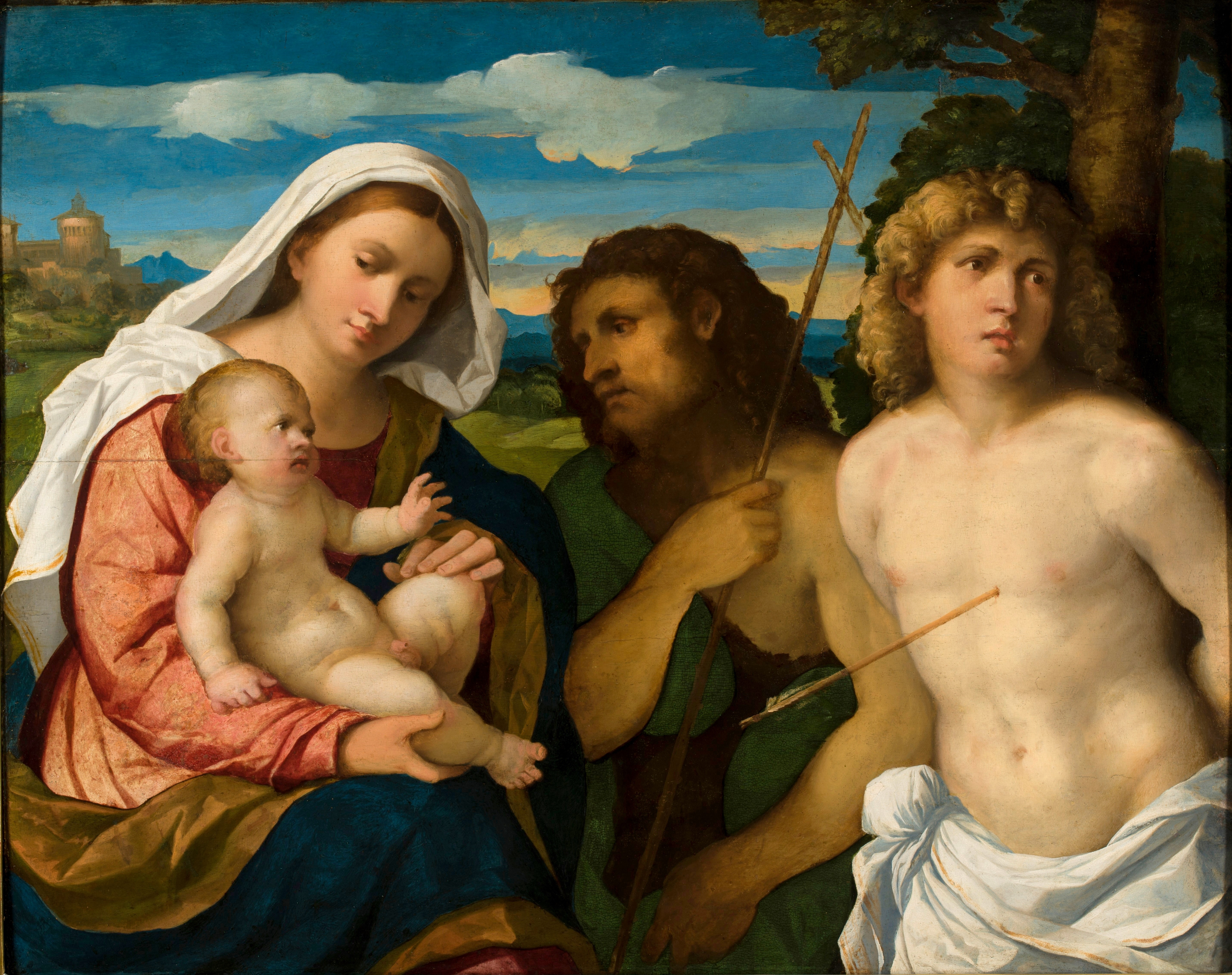
Sainte Conversation.
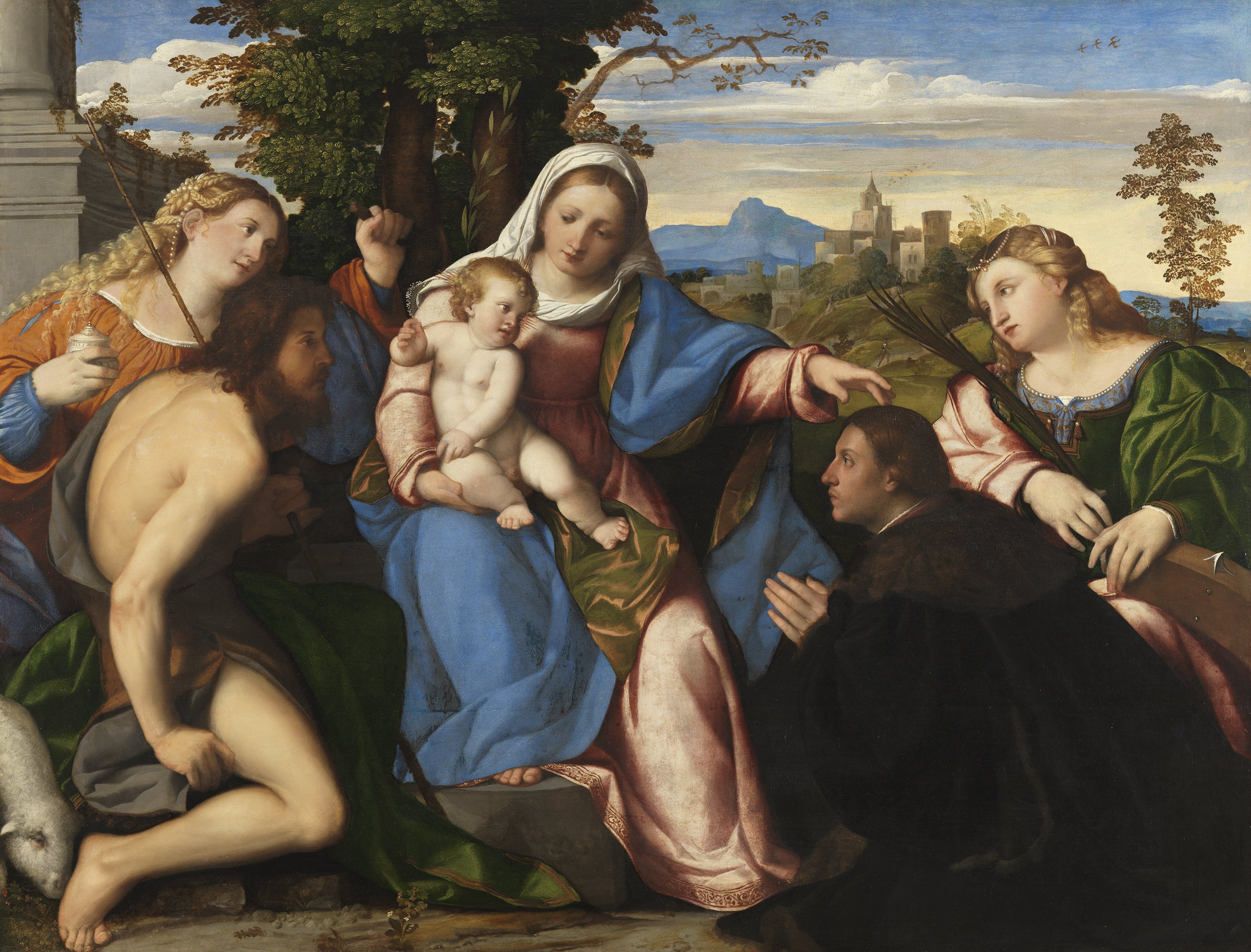
La Vierge à l'Enfant, Jean le Baptiste et un donateur (Francescoli ?), Musée Thyssen-Bornemisza.
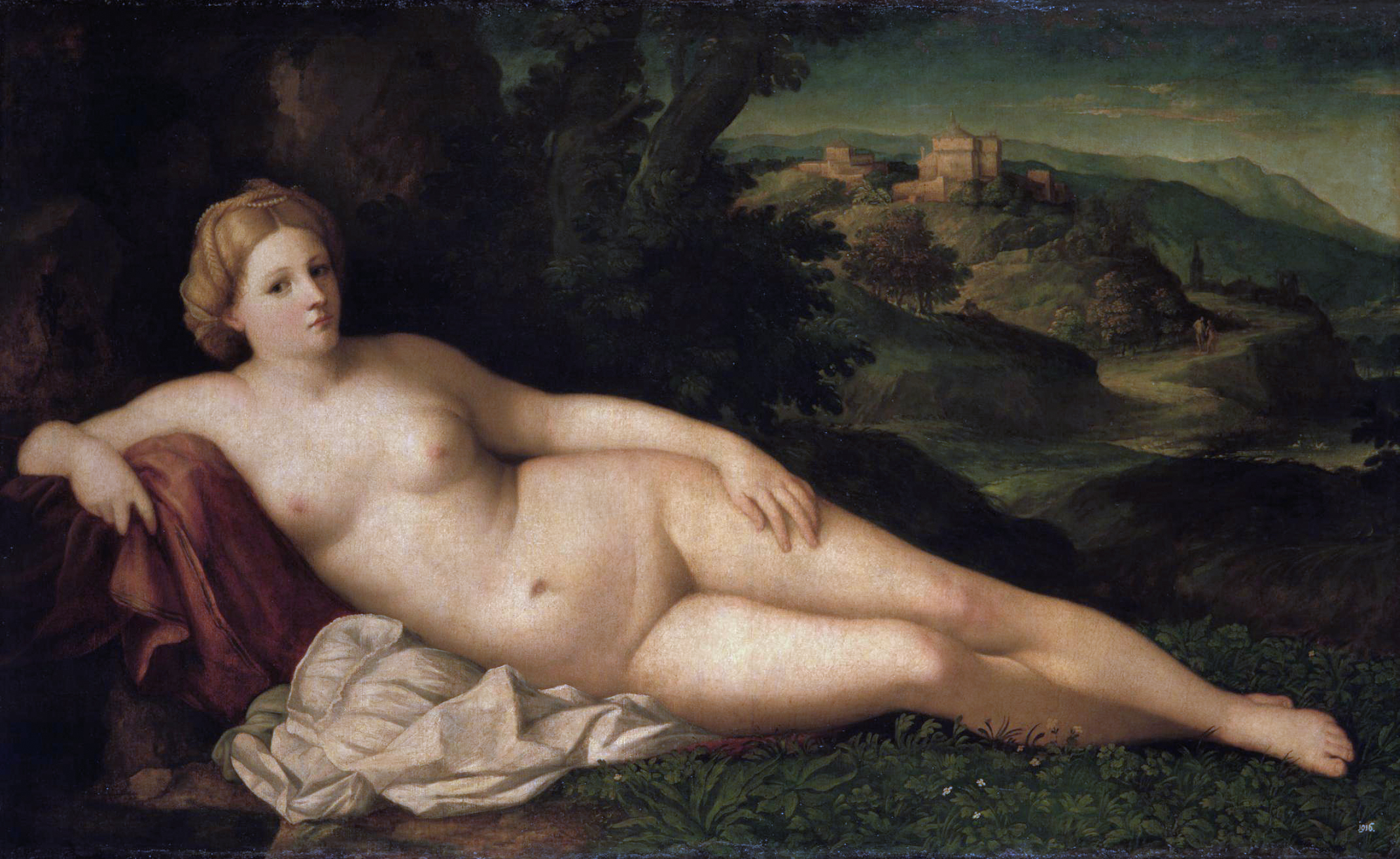
Nymphe dans un paysage.
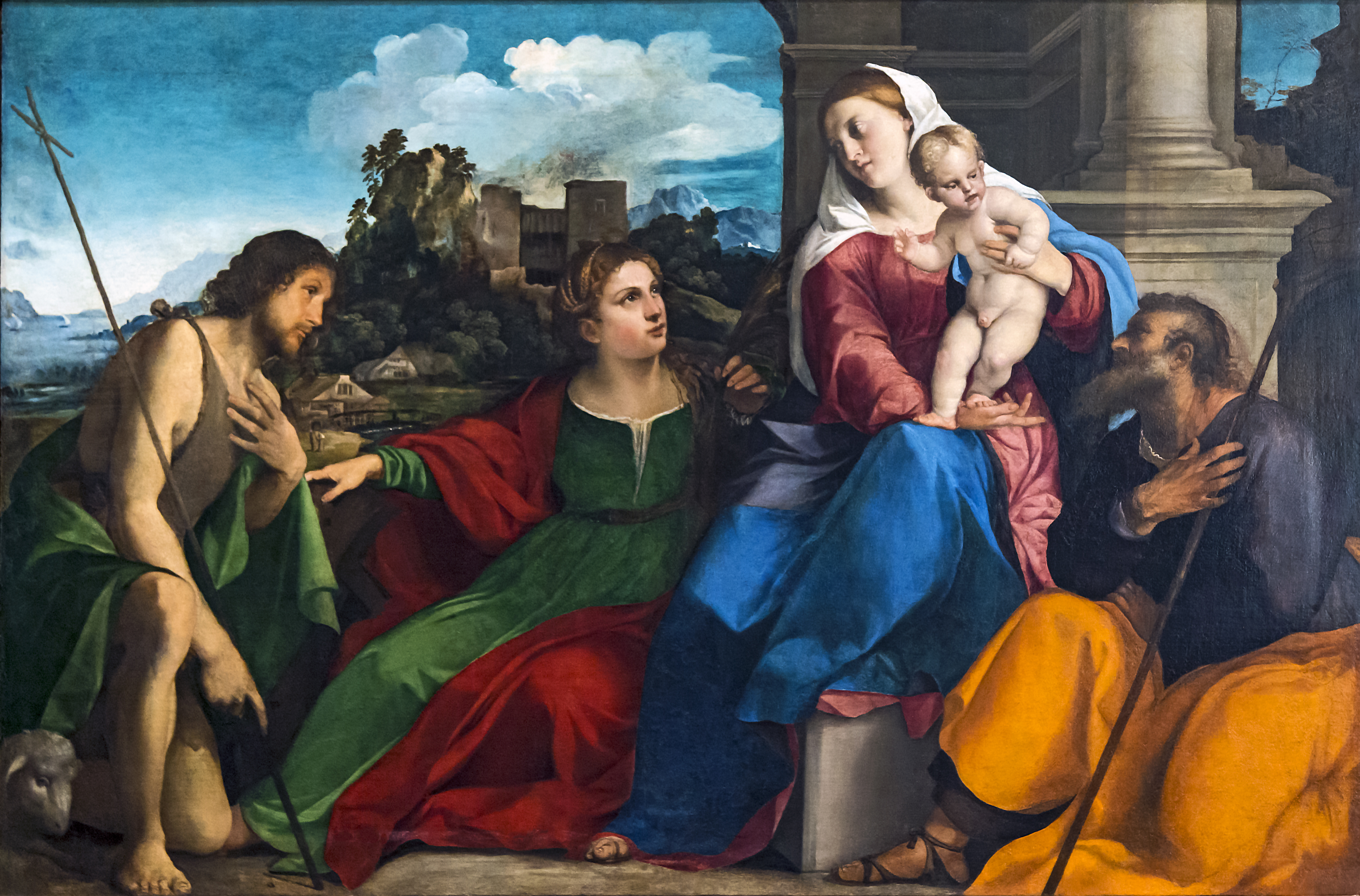
La Sainte Famille, Jean le Baptiste et Catherine d'Alexandrie.
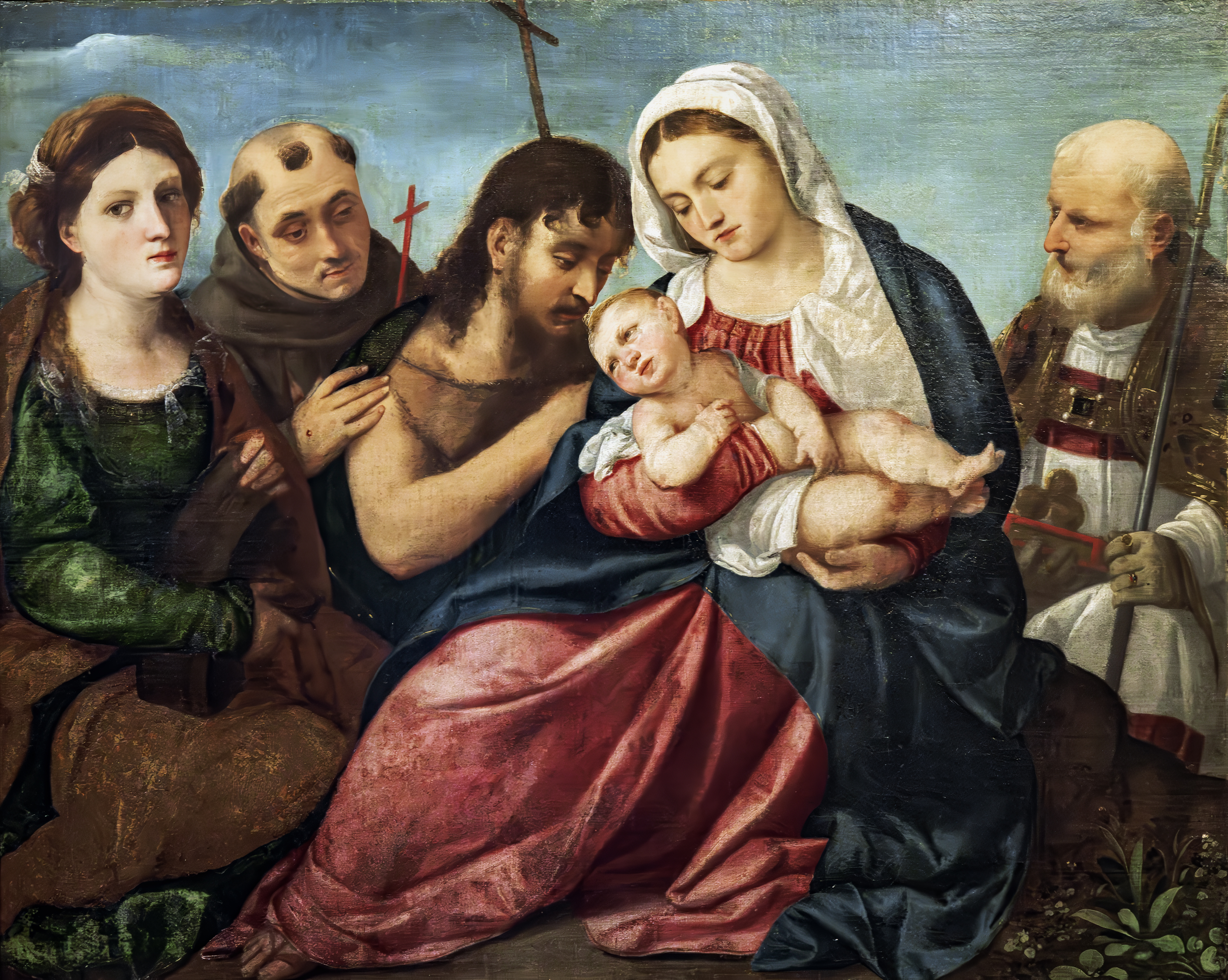
Vierge à l'Enfant et les saints Catherine, François, Jean-Baptiste et Nicolas, 1528, Pinacoteca Querini Stampalia[27].
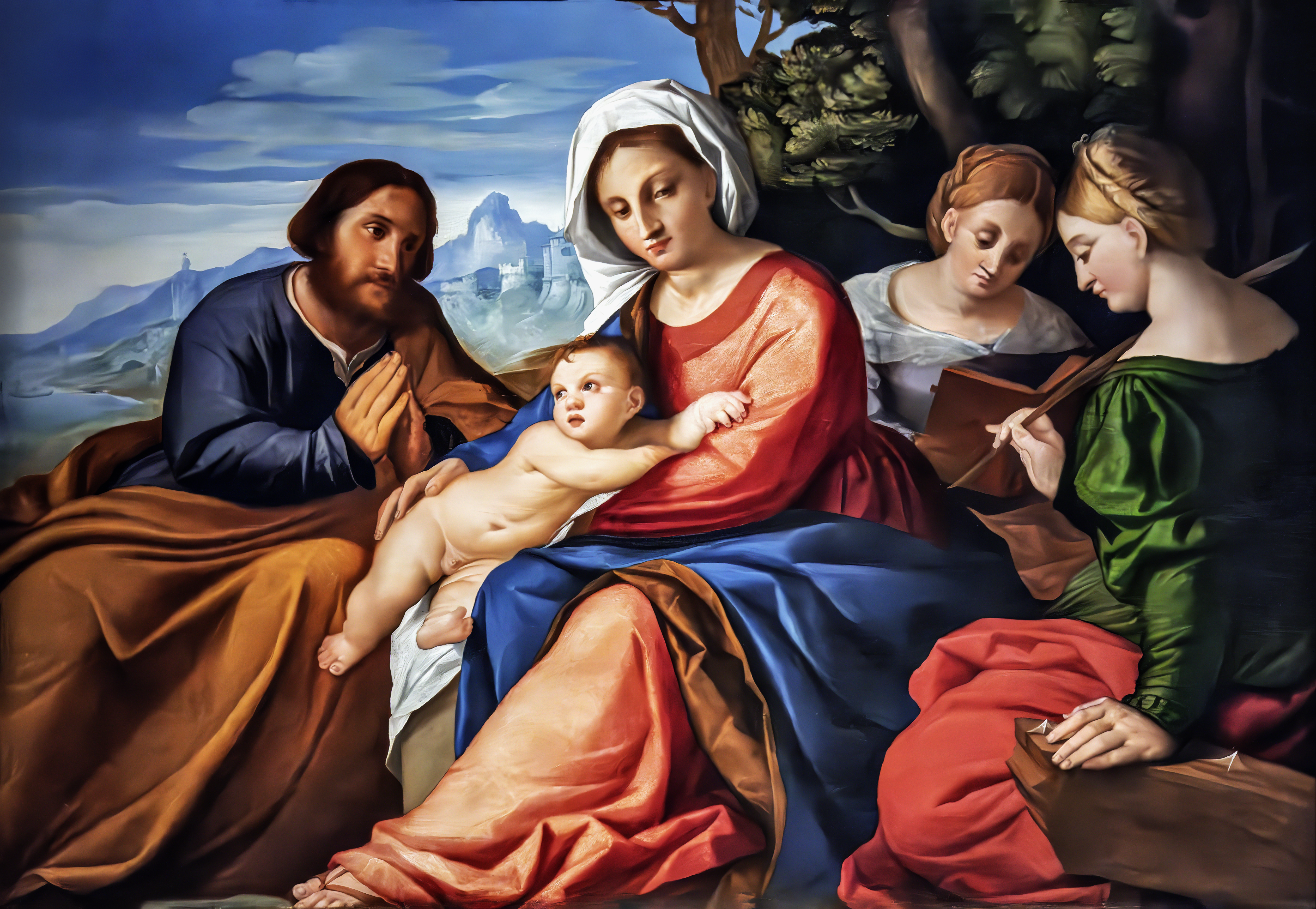
Conversation sacrée, vers 1520, Complexe Santa Caterina à Trévise.